# Liste des édifices labellisés « Patrimoine du XXe siècle » du Morbihan
La liste des édifices labellisés « Patrimoine du XXe siècle » du Morbihan recense de manière exhaustive les 21 édifices disposant du label officiel français « Patrimoine du XXe siècle » situés dans le département français du Morbihan. Chacun de ces édifices est accompagné de sa notice sur la base Mérimée et de sa date de labellisation. La labellisation s'acquiert soit par arrêté préfectoral spécifique, soit par la protection au titre des monuments historiques si l'élément protégé est conçu au cours du XXe siècle.

## Liste
| Monument                                                                      | Commune               | Adresse                              | Coordonnées                        | Notice         | Date | Illustration |
| ----------------------------------------------------------------------------- | --------------------- | ------------------------------------ | ---------------------------------- | -------------- | ---- | --- |
| Petit théâtre                                                                 | Auray                 | Place de la République               | 47° 40′ 00″ nord, 2° 59′ 03″ ouest | « PA56000076 » | 2016 | Image manquante Téléverser |
| Station radar de Port-Coton                                                   | Bangor                | Port-Coton                           | 47° 18′ 12″ nord, 3° 14′ 18″ ouest | « PA56000026 » | 2000 | Station radar de Port-Coton |
| Abbaye de la Joie Notre-Dame[source insuffisante]                             | Campénéac             | La Ville-Aubert                      | 47° 58′ 44″ nord, 2° 18′ 24″ ouest | NON SOURCÉ     |      | Abbaye de la Joie Notre-DameMinistère de la Culture et de la Communication, « LISTE DES EDIFICES INSCRITS, CLASSES MONUMENTS HISTORIQUES ET LABELLISES XXe » [xls] (consulté le 12 juillet 2014)[source insuffisante] |
| Église Saints-Pierre-et-Paul                                                  | Caudan                | Place Louis-Le-Laennec Rue du Muguet | 47° 48′ 40″ nord, 3° 20′ 26″ ouest | « EA56000001 » | 2006 | Église Saints-Pierre-et-Paul |
| Château de Beauregard                                                         | Cléguérec             | Beauregard                           | 48° 06′ 18″ nord, 3° 01′ 41″ ouest | « EA56000002 » | 2000 | Image manquante Téléverser |
| Station de sauvetage en mer                                                   | Étel                  |                                      | 47° 39′ 18″ nord, 3° 12′ 24″ ouest | « PA56000067 » | 2008 | Station de sauvetage en mer |
| Église Notre-Dame-de-Pitié                                                    | Kervignac             | Place de l'Église                    | 47° 45′ 48″ nord, 3° 14′ 20″ ouest | « EA56000003 » | 2006 | Église Notre-Dame-de-Pitié |
| Maison de l'architecte Rogé Beauvir                                           | Larmor-Plage          | 12, parc de la Citadelle             | 47° 42′ 54″ nord, 3° 22′ 15″ ouest | « EA56000004 » | 2000 | Maison de l'architecte Rogé Beauvir |
| Base sous-marine de Keroman                                                   | Lorient               | Presqu'île de Keroman                | 47° 43′ 45″ nord, 3° 22′ 13″ ouest | « EA56000005 » | 2000 | Base sous-marine de Keroman |
| Chambre de commerce et d'industrie du Morbihan                                | Lorient               | 21 quai des Indes                    | 47° 44′ 43″ nord, 3° 21′ 32″ ouest | « EA56141196 » | 2004 | Chambre de commerce et d'industrie du Morbihan |
| École Bisson                                                                  | Lorient               | 2 rue Vauban                         | 47° 45′ 29″ nord, 3° 21′ 53″ ouest | « EA56000008 » | 2000 | École Bisson |
| Église Notre-Dame-de-Victoire                                                 | Lorient               | Place Alsace-Lorraine Rue Turenne    | 47° 44′ 58″ nord, 3° 21′ 39″ ouest | « EA56000009 » | 2000 | Église Notre-Dame-de-Victoire |
| Immeuble Le Moustoir                                                          | Lorient               | Rond-point du Moustoir               | 47° 45′ 06″ nord, 3° 22′ 14″ ouest | « EA56000010 » | 2006 | Immeuble Le Moustoir |
| Maison                                                                        | Lorient               | 6 rue Marc-Pourpe                    | 47° 45′ 08″ nord, 3° 21′ 54″ ouest | « EA56000007 » | 2000 | Maison |
| Villa de la Marne (maison et agence de Rogé Beauvir)                          | Lorient               | 64 avenue de la Marne                | 47° 44′ 31″ nord, 3° 22′ 05″ ouest | « EA56000006 » | 2000 | Villa de la Marne(maison et agence de Rogé Beauvir) |
| Église Saint-Gérand                                                           | Le Palais             | Rue de l'Église Rue du Paluden       | 47° 20′ 49″ nord, 3° 09′ 21″ ouest | « PA56000074 » | 2015 | Église Saint-Gérand |
| Cité provisoire de Soye                                                       | Ploemeur              | Domaine de Soye                      | 47° 44′ 31″ nord, 3° 24′ 37″ ouest | « PA56000079 » | 2016 | Cité provisoire de Soye |
| Château de Rochefort-en-Terre                                                 | Rochefort-en-Terre    | Rue du Château                       | 47° 42′ 00″ nord, 2° 20′ 22″ ouest | « PA00091638 » | 1990 | Château de Rochefort-en-Terre |
| Maison Renault[source insuffisante]                                           | Saint-Pierre-Quiberon | Kerhostin                            | 47° 58′ 44″ nord, 2° 18′ 24″ ouest | NON SOURCÉ     |      | Image manquante Téléverser |
| Mémorial des Bretons morts pour la France pendant la Première Guerre mondiale | Sainte-Anne-d'Auray   | Le Pèlerinage                        | 47° 42′ 21″ nord, 2° 57′ 16″ ouest | « PA56000080 » | 2016 | Mémorial des Bretons morts pour la France pendant la Première Guerre mondiale |
| Villa Coëtihuel                                                               | Sarzeau               | Coëtihuel                            | 47° 31′ 40″ nord, 2° 48′ 03″ ouest | « PA56000059 » | 2006 | Villa Coëtihuel |
| Cinéma l'Éden                                                                 | Vannes                | 5 rue Pasteur                        | 47° 39′ 19″ nord, 2° 45′ 46″ ouest | « EA56000011 » | 2006 | Cinéma l'Éden |
| Église Saint-Guen                                                             | Vannes                | Rue Irène Joliot-Curie               | 47° 40′ 14″ nord, 2° 45′ 21″ ouest | « EA56000012 » | 2006 | Église Saint-Guen |